# Ormosia atrotibialis
Ormosia atrotibialis är en tvåvingeart som beskrevs av Alexander 1966. Ormosia atrotibialis ingår i släktet Ormosia och familjen småharkrankar. Inga underarter finns listade i Catalogue of Life.